# Caserna de Monteleón

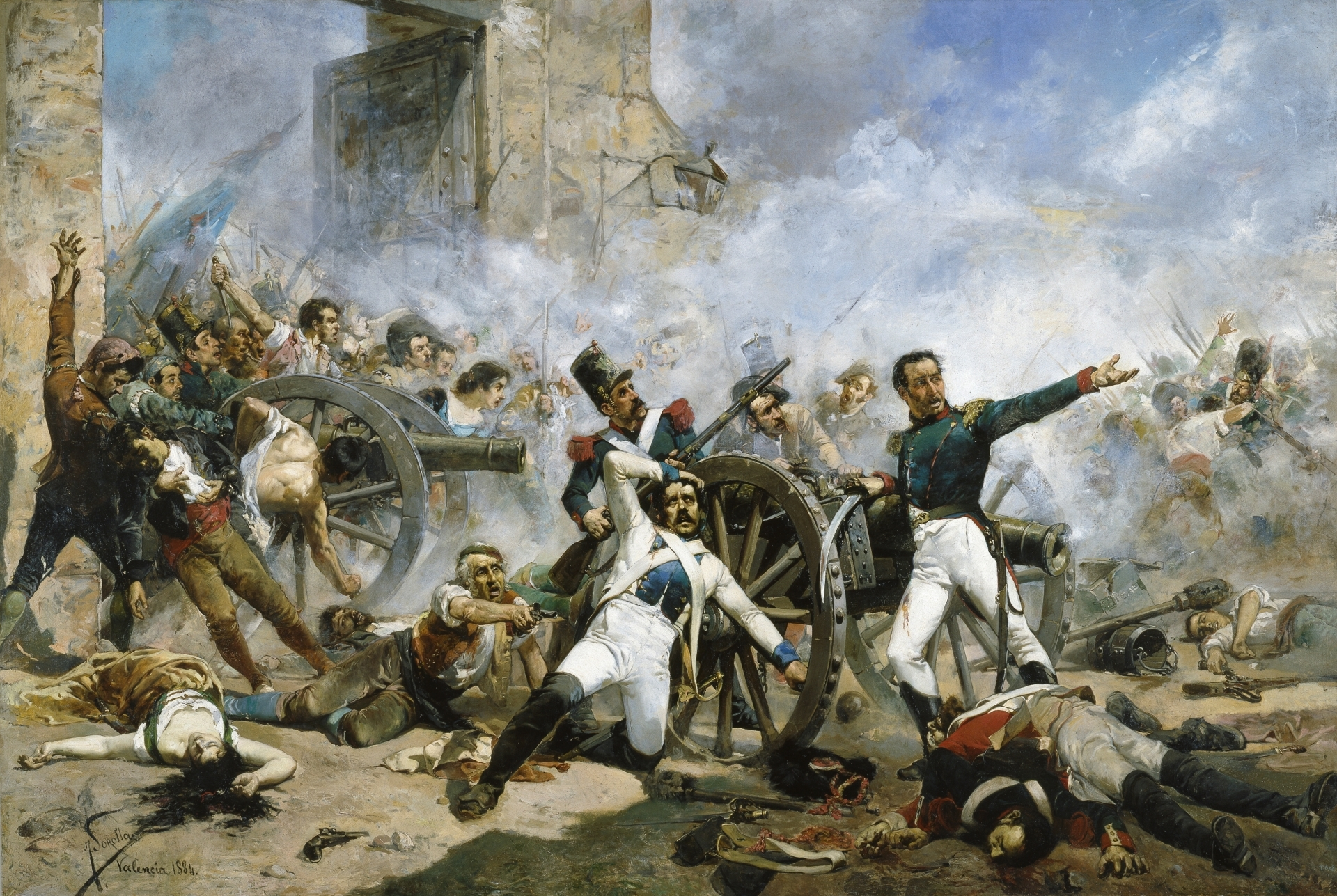
La defensa del parc de Monteleón, obra de Joaquim Sorolla, conservat a la Biblioteca Museu Víctor Balaguer, va obtenir el 1884 la medalla de Segona Classe en l'Exposició Nacional de Belles arts. Els episodis del 2 de maig van ser posteriorment font d'inspiració de nombrosos artistes i escriptors que van contribuir a conformar la seva categoria de mite nacional, exaltant el seu caràcter heroic i dramàtic. El mateix Sorolla va comentar referent a la seva obra: «Aquí, per donar-se a conèixer i guanyar medalles, cal fer morts».

La Caserna d'Artilleria de Monteleón, es trobava al barri de Maravillas, (en l'actualitat molt modificat, ja que el traçat actual es va dissenyar en la segona meitat del segle XIX) de Madrid, sobre el primitiu palau dels marquesos del Valle, ducs de Monteleón i de Terranova. Allí es van fer un lloc en el pavelló d'herois madrilenys els tinents Jacinto Ruiz y Mendoza, Rafael Arango, Luis Daoíz i Pedro Velarde, capitans de la caserna, que es van enfrontar a les tropes d'ocupació franceses durant la invasió napoleònica i van morir en la seva acció. També en aquesta jornada del 2 de maig de 1808 figurarien en les revoltes populars Manuela Malasaña i Clara del Rey, venerades com a heroïnes de l'hagiografia patriòtica.

## Història
Actual imatge de l'arc de la caserna de Monteleón, amb el conjunt de Daoíz i Velarde realitzat per Antoni Solà en 1822, que representa als primers herois de la Guerra del Francès. Al principi es va situar al Parterre del Retiro, per ser traslladat temporalment al Museu d'Escultura i emplaçant-se de manera definitiva, en 1869, a la plaça del Dos de Mayo al costat de l'arc de la desapareguda caserna d'artilleria de Monteleón. Al costat de la foto actual es veu un dibuix de l'original arc d'entrada a la caserna de Monteleón en 1868, engalanat per a una solemne cerimònia quan l'alcalde de Madrid, el Marquès de Villamagna, va prendre possessió de l'arc en nom del poble de Madrid. En la part superior s'observa un cartell el text del qual era:
L'Ajuntament de Madrid va acordar adquirir aquest arc, entrada al parc vell d'artilleria en memòria de l'inoblidable fet del dos de maig de 1808, i el seu propietari Don Antonio Menendez Cuesta el va cedir gratuïtament com a prova d'amor al seu país.
En el solar on va estar la Caserna de Monteleón, s'obririen els carrers de Ruiz, Malasaña i de Monteleón, es perllongaria la del Divino Pastor i es modificarien antics carrers amb nous noms com Daoiz, Velarde, Dos de Mayo, etc., gairebé tots ells, relacionats amb els successos de 1808. També es crearia la plaça del 2 de maig, en el centre del qual es va situar un monument commemoratiu sota l'antiga porta (restaurada) de la caserna. A l'actual plaça, a més de la caserna, també va estar part del Convent de las Maravillas i del que actualment només es conserva la seva església, la parròquia San Justo y Pastor.
Del nou barri i de les seves cases, sorgides al segle xix, va parlar l'escriptora Rosa Chacel a Barrio Maravillas (1976), en els carrers de les quals va viure durant alguns anys. De la caserna, com va quedar dit, només roman l'arc d'entrada. Curiosament, entorn de 1880, es van construir en les proximitats d'Atocha les casernes de Daoíz i Velarde, la porta d'entrada de les quals era també un arc. En 2003, les instal·lacions militars, ja abandonades, van ser recuperades en part i com a estendard del projecte de rehabilitació es va erigir l'arc.
En l'actualitat, dos-cents anys després dels episodis bèl·lics amb les tropes de Napoleó, sobreviuen tots dos arcs.